# Vanderhorstia flavilineata
Vanderhorstia flavilineata är en fiskart som beskrevs av Allen och Munday, 1995. Vanderhorstia flavilineata ingår i släktet Vanderhorstia och familjen smörbultsfiskar. Inga underarter finns listade i Catalogue of Life.